# Piove di Sacco

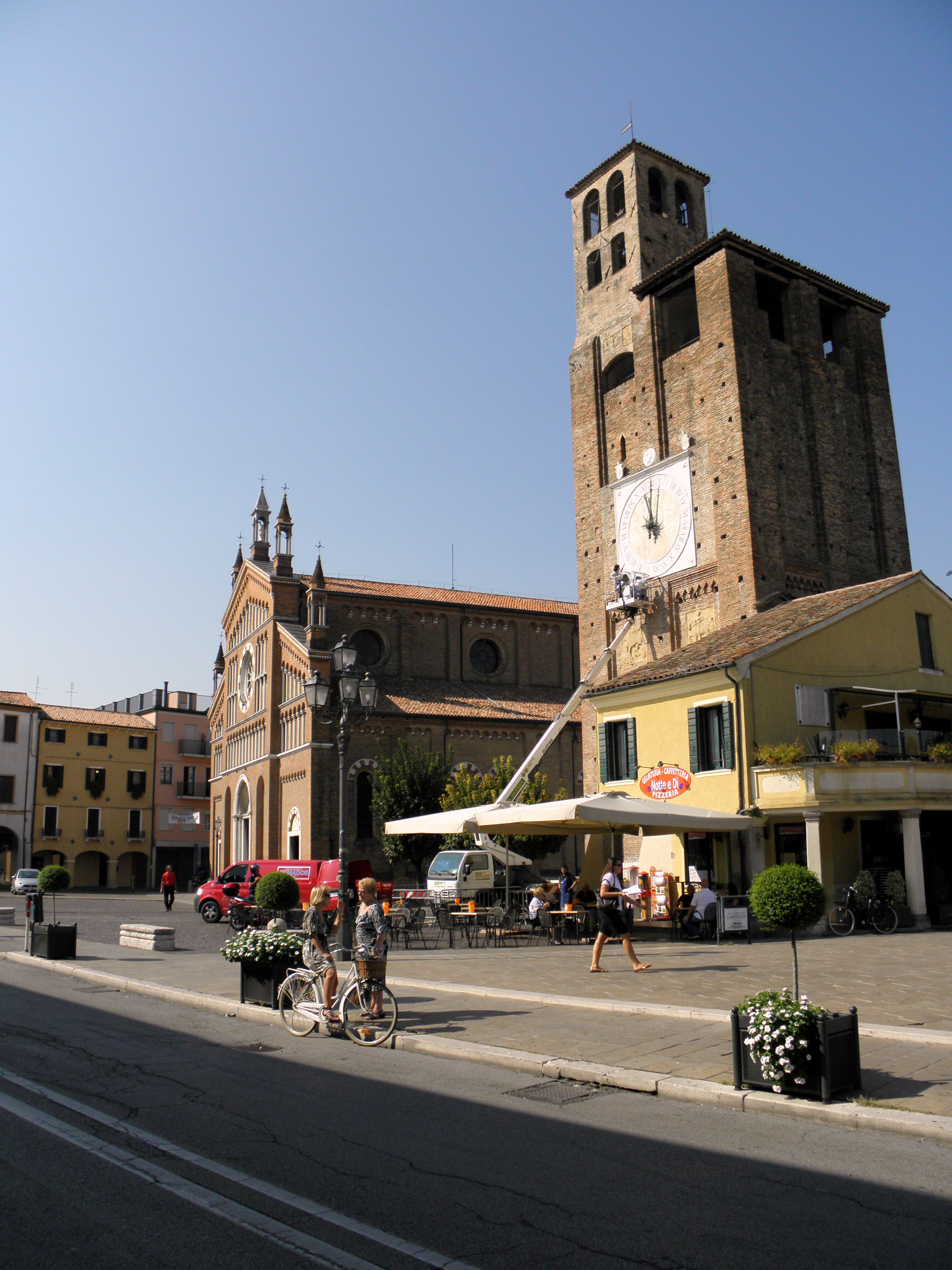
Dom und Torre Carrarese in Piove di Sacco

Piove di Sacco ist eine norditalienische Gemeinde (comune) mit 20.246 Einwohnern (Stand 31. Dezember 2023) in der Provinz Padua in Venetien.
Die Gemeinde liegt am Cunetta Brenta etwa 15 Kilometer südöstlich von Padua und 25 Kilometer südwestlich von Venedig.

## Verkehr
Piove di Sacco liegt an der Bahnstrecke Mestre – Adria, die teilweise nur eingleisig und auch nur teilweise elektrifiziert ist.

## Partnerstädte
Piove di Sacco hat zwei Partnerstädte: Senden (Bayern) in Deutschland und Kobierzyce in Polen.

## Persönlichkeiten
- Guariento di Arpo (um 1310–1370), Maler
- Nicol Gastaldi (* 1990), argentinische Skirennläuferin
- Sebastiano Gastaldi (* 1991), argentinischer Skirennläufer
- Andrea Longo (* 1975), Mittelstreckenläufer (800 m)
- Cristian Sanavia (* 1975), Boxer, früherer Weltmeister (WBC) im Supermittelgewicht
- Diego Valeri (1887–1976), Lyriker
- Francesco Zabarella (1360–1417), Kardinal der Katholischen Kirche
- Pietro Pinton (1850–1897), publizierte die umfangreichste Quellensammlung zur Geschichte der Stadt